# 自動資料收集
自動資料收集（英語：Automated Data Collection，簡稱ADC）指的是能夠自動識別、進行資料收集並將數據直接輸入計算機系統的科技，常見的技術包括下列幾項：
- 條碼
- RFID
- 指紋辨識
- 語音辨識
- 磁卡
- 智慧卡 (又稱Smart Card或者晶片卡)

## 相關參考資料
- 條碼機
- 刷卡機